# Berend Breitenstein
Berend Breitenstein (* 11. Juni 1964 in Hamburg) ist ein deutscher Bodybuilder, Ernährungswissenschaftler und Autor von diversen Büchern zu den Themen Bodybuilding, Ernährung und Fitness.

## Leben
Breitenstein hatte sein Wettkampfdebüt noch während seiner Schulzeit im Jahr 1979 bei der Mr. Hamburg Junior-Veranstaltung. Seine Schullaufbahn hat er 1983 mit dem Abitur abgeschlossen. Darauf folgte von 1984 bis 1986 eine Lehre zum Einzelhandelskaufmann / Fachrichtung Reformwaren und anschließend von 1988 bis 1992 ein Studium der Oeocotrophologie (Ernährungs- und Haushaltswissenschaften) an der Fachhochschule Hamburg (heute Hochschule für angewandte Wissenschaften), welches er als Dipl.oec.troph. (FH) abschloss. Neben seinen Veröffentlichungen als Autor arbeitet Berend Breitenstein auch als Filmproduzent für Trainingsvideos, als Chefredakteur des Magazins Natural Bodybuilding & Fitness und als Personal Trainer.

### Natural Bodybuilding
Berend Breitenstein ist Befürworter des Natural Bodybuildings, unter dem man das Bodybuilding ohne Einsatz von Dopingmitteln versteht. Er ist Präsident des 2003 gegründeten Vereins GNBF (German Natural Bodybuilding & Fitness Federation).

## Wettkämpfe
- Mr. Hamburg Junior, Hamburg 1979
- WNBF Pro Mr. International, New York 1998
- WNBF Pro World Championships, Atlantic City 2000, Platz 15 (letzter Platz im Light Weight)
- WNBF Pro Mr. Universe, Bridgetown, Barbados, 2004, Platz 11 (letzter Platz im Middle Weight)
- WNBF Pro Masters Cup, Council Bluffs, Iowa, USA, 2008, Platz 5 (in der Klasse bis 85 kg Körpergewicht)
- DFAC Pro Masters WM Miami / Florida, USA, 2012, Platz 8
- INBA World Championships – Masters über 50, Nitra, Slowakei, 2014, Platz 4 (von 11 Teilnehmern)

## Bibliografie (Auszug)
- Bodybuilding. Erfolgreich, natürlich, gesund. Rowohlt, 1996.
- Bodybuilding. Die besten Übungen. Rowohlt, 1999.
- Power-Bodybuilding. Rowohlt, 1999.
- Armin Roßmeier: Die Kraftküche. Rowohlt, 2000.
- Bodybuilding – die besten Methoden. Rowohlt, 2002.
- Hometrainer Bodybuilding. Übungen und Programme. Rowohlt, 2002.
- Bodybuilder: Breite Schultern – schmale Hüften. Rowohlt, 2003.
- Bodybuilding. Übungsbuch Brust und Arme. Rowohlt, 2003.
- Bodybuilding: Massive Muskeln. Rowohlt, 2003.
- Bodybuilding: Übungsbuch Bauchmuskulatur. Rowohlt, 2003.
- Bodybuilding: Übungsbuch Beine und Po. Rowohlt, 2005.
- Bestform in vier Wochen. Mein Schnell Programm. Training und Ernährung für rapiden Fettabbau. Novagenics, 2006, ISBN 978-3-929002-42-3.
- Die Bodybuilding-Bibel. Rowohlt, 2006, ISBN 978-3-499-61078-3.

## Filmografie
- Berend Breitenstein: Natural Training.
- Berend Breitenstein: Men's Power Body. 2001.
- Berend Breitenstein: Natural Hardcore Training Serie – Teil 1. 2006.
- Berend Breitenstein: Natural Hardcore Training Serie – Teil 2. 2006.
- Berend Breitenstein: Natural Hardcore Training Serie – Teil 3. 2006.
- Berend Breitenstein: Natural Hardcore Training Serie – Teil 4. 2006.